# Адамув (гміна Ґоліна)
Адамув (пол. Adamów) — село в Польщі, у гміні Ґоліна Конінського повіту Великопольського воєводства.
Населення — 477 осіб (2011).
У 1975-1998 роках село належало до Конінського воєводства.

## Демографія
Демографічна структура станом на 31 березня 2011 року:
|          | Загалом | Допрацездатний вік | Працездатний вік | Постпрацездатний вік |
| -------- | ------- | ------------------ | ---------------- | -------------------- |
| Чоловіки | 244     | 39                 | 187              | 18                   |
| Жінки    | 233     | 45                 | 141              | 47                   |
| Разом    | 477     | 84                 | 328              | 65                   |